# Remouillé
Remouillé is een gemeente in het Franse departement Loire-Atlantique in de regio Pays de la Loire. De plaats maakt deel uit van het arrondissement Nantes. Remouillé telde op 1 januari 2022 1.932 inwoners.

## Geschiedenis
Remouillé maakte deel uit van het kanton Aigrefeuille-sur-Maine tot dit op 22 maart 2015 werd opgeheven. De gemeente werd hierop opgenomen in het kanton Clisson.

## Geografie
De oppervlakte van Remouillé bedroeg op 1 januari 2022 21,38 vierkante kilometer; de bevolkingsdichtheid was toen 90,4 inwoners per km².

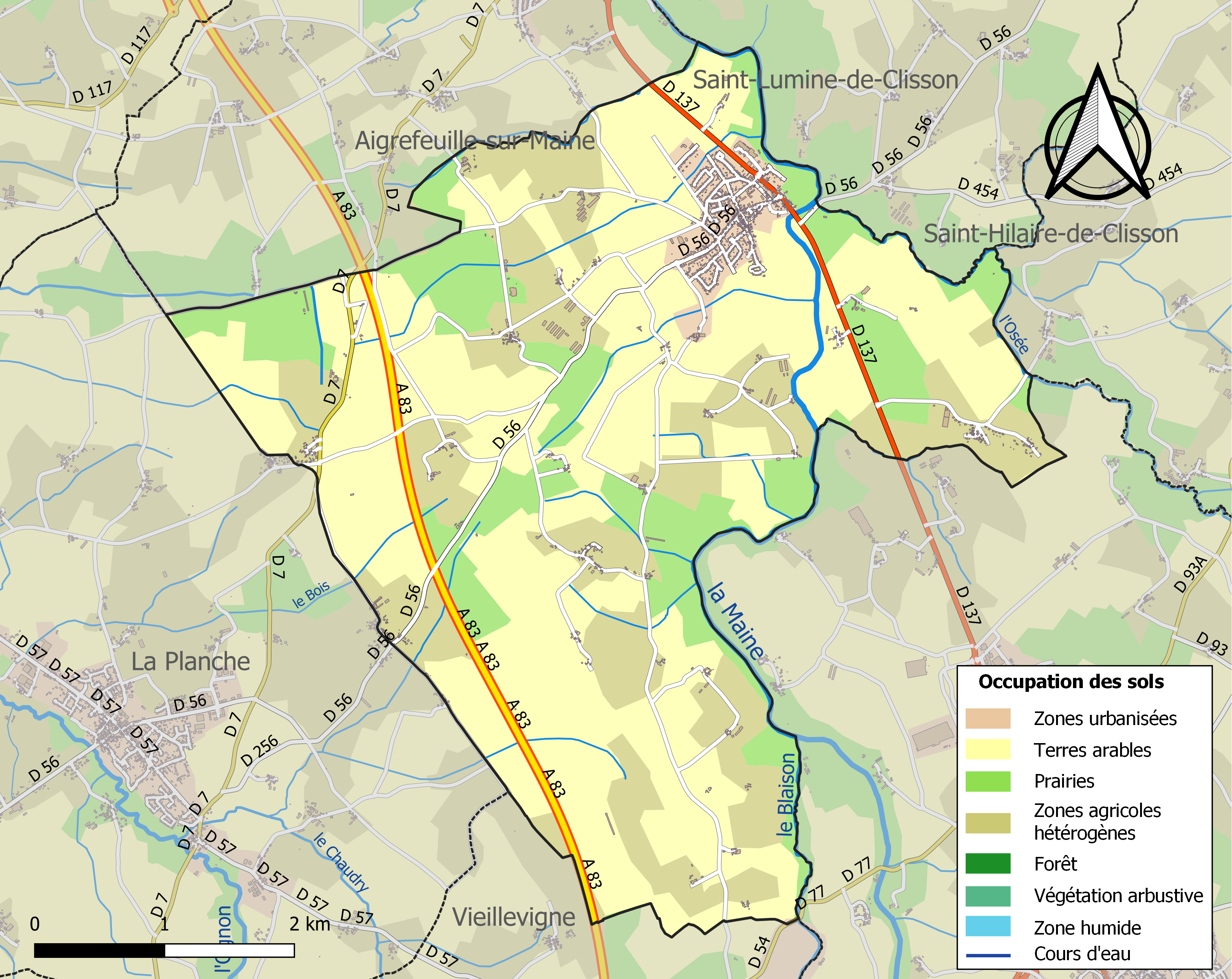
Kaart van de gemeente met de belangrijkste infrastructuur, bodemgebruik en omliggende gemeenten

## Demografie
Onderstaande figuur toont het verloop van het inwonertal (bron: INSEE-tellingen).